# Якименко, Александр Валерьевич
Алекса́ндр Вале́рьевич Яки́менко (укр. Олександр Валерійович Якименко; 5 сентября 1988, Одесса, Украинская ССР, СССР) — украинский футболист, нападающий.

## Биография
Воспитанник одесского «Черноморца». Первый тренер — Виктор Голиков. В 2005 году попал в дубль одесского «Черноморца». 22 августа 2009 года дебютировал в Премьер-лиге в матче против криворожского «Кривбасса» (2:3). 25 февраля 2011 года отдан в аренду в овидиопольский «Днестр». 11 июля 2013 года стал игроком краматорского «Авангарда».
1 октября 2009 года был вызван в молодёжную сборную Украины до 21 года Павлом Яковенко. Дебютировал 9 октября 2009 года в матче против Бельгии (1:1). Он вышел на 72 минуте вместо Владимира Лысенко.